# مشد خصر
مشد الخصر أو الخِصار هو قطعة أو جزء من الملابس الداخلية التي ترتديها النساء لشد الجسم حول منطقة الخصر فيعطي منظرا أجمل للجسم.
يمكن أن يتوفر مشد الخصر على شكل حزام يلبس تحت الثياب الخارجية، أو أن يكون جزء من الملابس الداخلية مثل الكورسيه.